# 22647 Lévi-Strauss
22647 Lévi-Strauss (tên chỉ định: 1998 OR8) là một tiểu hành tinh vành đai chính. Nó được khám phá thông qua Chương trình nghiên cứu đối tượng gần Trái Đất của đài thiên văn Lowell ở Anderson Mesa Station ở Coconino County, Arizona, ngày 26 tháng 7 năm 1998. Nó được đặt theo tên Claude Lévi-Strauss, a French anthropologist và ethnologist.